# 糙網鰩
白唇網鰩（學名：Brochiraja asperula），為軟骨魚綱鰩目單鰭鰩科網鰩屬的一種，分布於西南太平洋紐西蘭海域，深度200-1300公尺，本魚體盤呈菱形，體深褐色，翼尖呈圓形，鼻子比大多數其他鰩魚短，皮膚光滑、柔軟、鬆弛，後身和尾部有帶狀刺，體長可達51公分，棲息在大陸坡沙泥底質海域，為深海底棲性魚類，屬肉食性，卵生，雌魚會產下帶硬角質角的長方形卵囊，生活習性不明。